# Unitaid
Die Internationale Fazilität zum Kauf von Medikamenten, kurz UNITAID, ist eine internationale Einrichtung zum Erwerb von Medikamenten gegen HIV/AIDS, Malaria und Tuberkulose. Sie wurde im September 2006 auf Initiative Brasiliens und Frankreichs hin gegründet und erhält ihr Budget zu einem großen Teil über Mechanismen so genannter innovativer Entwicklungshilfefinanzierung, namentlich durch einen Solidaritätszuschlag auf Flugtickets.
Auf Grund steigender Zahlen an Mitgliedsstaaten (29 im Dezember 2009) wird UNITAIDs Budget vermutlich die Grenze von 500 Millionen $ im Jahre 2009 überschreiten (2007: 300 Millionen $), wovon stets mindestens 85 % an Länder mit niedrigem Einkommen ausgeschüttet werden müssen. Beherbergt von der Weltgesundheitsorganisation (WHO) in Genf, ist der Organisation größte Stärke die Verhandlung niedriger Preise für Medikamente auf Grundlage ihrer großen finanziellen Mittel und der damit verbundenen hohen Abnahmezahlen. UNITAID führt selbst keine Programme zur Verteilung der Arzneimittel durch, sondern stützt sich auf die operativen Kräfte seiner Partnerorganisationen wie z. B. den Global Fund, die Clinton Foundation oder die WHO.

## Geschichte
Allen politischen Schritten hin zur Gründung von UNITAID gingen zwei große Berichte über innovative Finanzierungsmechanismen voraus: Der Report of the Technical Group on Innovative Financing Mechanisms wurde auf Anfrage der Staats- und Regierungschefs der Länder Brasilien, Chile, Frankreich und Spanien hin formuliert und im September 2004 veröffentlicht; der Landau-Report wurde vom französischen Präsidenten Jacques Chirac in Auftrag gegeben und erschien im Dezember desselben Jahres. Beide Dokumente präsentieren verschiedene Modelle innovativer Finanzierung, wenngleich sie gleichermaßen die Vorteile (wie Stabilität und Planbarkeit) steuerbasierter Mechanismen betonen. Nach Veröffentlichung der beiden Berichte versuchten die in den Prozess involvierten Länder verstärkt, die Aufmerksamkeit der internationalen Gemeinschaft auf das Thema innovativer Entwicklungshilfemechanismen zu lenken. So wurde im Februar 2005 eine gemeinsame Erklärung der Länder Brasilien, Chile, Frankreich, Deutschland und Spanien formuliert, in der Ideen zur Realisierung der Millennium Development Goals (MDGs) dargestellt wurden; ein halbes Jahr später, im September 2005, wurde eine Erklärung auf dem UN-Gipfel zu den MDGs in New York City abgegeben, welche auf die weitere Prüfung innovativer Finanzierungsmittel drängt. Dieser wiederum folgte im Frühjahr 2006 in Paris eine internationale Konferenz zum Thema “Solidarität und Globalisierung: innovative Finanzierung für Entwicklung und gegen Pandemien”. In der Folge dieser Konferenz bildete sich eine Pilotgruppe von 44 Staaten, und Frankreich beschloss kurz darauf, eine Solidaritätssteuer auf Flugtickets einzuführen (in Kraft seit 1. Juli 2006). Schließlich wurde am 17. September 2006 UNITAID von Brasilien, Chile, Frankreich, Norwegen und Großbritannien gegründet – wobei nicht alle eine Besteuerung von Flugtickets zur Erfüllung ihrer Verpflichtungen erheben.
Seither sind neue Länder der Initiative beigetreten, unter ihnen 18 afrikanische Staaten, die seit Februar 2007 zu UNITAIDs Budget beitragen.

## Ziele
UNITAIDs Primärziel ist, den globalen Zugang zu Medikamenten gegen die drei tödlichsten Krankheiten zu gewährleisten – HIV/AIDS, Malaria und Tuberkulose.
Vor diesem Hintergrund sind UNITAIDs Sekundärziele:
- niedrige Preise für bereits vorhandene Arzneimittel auszuhandeln und selbige in großen Mengen zu erwerben, und
- Anreize für die Entwicklung und Herstellung spezieller Wirkstoffe zu liefern, die entweder noch nicht existieren oder zu teuer sind, wie z. B. exakt dosierte Behandlung von HIV/AIDS-infizierten Kindern oder Medikamente für multiresistente Tuberkulose-Patienten.[2]

## Aktivitäten
UNITAID verwaltet die Verteilung der Medikamente nicht selbst, sondern geht Partnerschaften mit anderen Organisationen ein. In diesen gemeinsamen Projekten stellt sie lediglich die finanziellen Ressourcen zum Kauf der Medikamente zur Verfügung und überlässt dem jeweiligen Partner die logistischen Aufgaben. Folglich sind UNITAIDs Aktivitäten hauptsächlich auf die Identifizierung gegenwärtiger Bedürfnisse potentieller Empfänger, die Verhandlung langfristiger Vereinbarungen mit Pharmaunternehmen sowie auf die Aufrechterhaltung der Beziehungen zu den Hauptakteuren auf ihrem Gebiet (wie UNICEF, WHO, die Clinton Foundation, der Global Fund gegen HIV/AIDS, Tuberkulose und Malaria, die Stop TB Partnership, oder die Global Drug Facility/Green Light) beschränkt.

## Resultate
Trotz ihrer relativ kurzen Geschichte hat UNITAID bereits einige Projekte in Gang gebracht und laufende Projekte seine Partner finanziell unterstützt. Einige Beispiele:
- Anti-retrovirale Therapien für 100.000 AIDS-infizierte Kinder in 34 afrikanischen und asiatischen Staaten bis Ende 2007 (erreichte Preisreduktion für die Medikamente: 40 %; Partner: Clinton Foundation)
- Finanzierung der Behandlung von 150.000 tuberkulose-kranken Kindern von September 2007 an (Partner: Stop TB Partnership und die Global Drug Facility)
- Finanzierung Artemisinin-basierter Kombinationstherapien gegen Malaria in 19 Ländern (Partner: UNICEF und der Global Fund)
- UNITAID stellt ebenfalls Geld für ein WHO-Programm zur Präparierung/Dosierung von Medikamenten zur Verfügung und wird UNICEF bei der Versorgung schwangerer Frauen mit HIV-Tests und spezieller anti-retroviraler Behandlungen unterstützen
- Im Juli 2011 wurde im Rahmen des Medicines Patent Pool (MPP) mit dem Hersteller Gilead Sciences eine Lizenzvereinbarung für vier AIDS-Medikamente (Tenofovir, Emtricitabin, Cobicistat und Elvitegravir) abgeschlossen, damit die Mittel in einigen Ländern preiswert produziert werden können.[11]

## Struktur
Auf Grund ihres eingeschränkten Handlungsradius hat die UNITAID eine relativ schlanke innere Struktur:
- Der Präsident ist UNITAIDs offizieller Vertreter in den Außenbeziehungen der Organisation. Seit dem 3. März 2007 bekleidet der damalige französische Außenminister, Philippe Douste-Blazy, dieses Amt.
- Das Sekretariat befindet sich in Genf in den Räumlichkeiten der WHO und ist für die Ausführung der täglichen Geschäfte verantwortlich. Am 4. Mai 2007 übernimmt Dr. Jorge Antonio Zepeda Bermudez aus Brasilien den Posten des Executive Secretary.

- Der Vorstand ist das Entscheidungsgremium von UNITAID. Es bewilligt die Gelder, gründet Partnerschaften, es formuliert Zielsetzungen und entscheidet über Aktionspläne. Der Vorstand hat 10 Mitglieder: fünf Vertreter der Gründungsstaaten; einen Vertreter eines afrikanischen, von der Afrikanischen Union bestimmten Landes; einer eines asiatischen Landes (Südkorea); zwei aus der Zivilgesellschaft (NGOs und Vereinigungen direkt betroffener Menschen); sowie einen Vertreter der WHO.[12]